# Lydia Vroegindeweij
Lydia Vroegindeweij (Middelharnis, 1960) is een Nederlands theoloog, musicoloog en uitgever. Ze is de oprichtster van de website's Kerkliedwiki en Orgelkids.

## Levensloop

### Jeugd en studie
Vroegindeweij werd geboren in Middelharnis en woonde opeenvolgend in Eindhoven, Meppel en Den Bosch en sinds 1992 in Leusden. Als kind kreeg zij al orgellessen op de gemeentelijke muziekschool. In 1980 ging ze na het gymnasium naar de Pedagogische Academie in Meppel en vervolgens naar de fotovakschool in Apeldoorn. Hierna ging ze naar de NIMA A en volgde een uitgeverijopleiding aan de Vakopleiding Boekenbranche. In 2001 studeerde zij theologie aan de Universiteit van Utrecht. Tot slot volgde zij in 2011 nog een opleiding KM-III. In 2020 promoveerde zij in Utrecht op het proefschrift 'Troost bij Luther en Bach'.

### Loopbaan
Vroegindeweij was medio jaren 80 werkzaam als productmanager bij uitgeverij Malmberg in 's-Hertogenbosch en vervolgens als hoofd bij Koninklijke Vermande. In 1995 werd ze directeur van de uitgeversacademie en richtte haar eigen uitgeverij Vroegindeweij op. In die zelfde periode was ze docent voor avondonderwijs voor Vakopleiding Boekenbranche en ISBW. In 2009 startte ze haar project Orgelkids waar ze jonge kinderen leert kennismaken met het pijporgel en het bespelen hiervan. In 2012 lanceerde zij de website Kerkliedwiki. Hierop staat informatie over kerkliederen met de achtergrond hiervan en wie de liederen heeft geschreven en gecomponeerd. Wegens auteursrechten staat hier niet de volledige tekst van de liederen op vermeld. In 2013 richtte ze Stichting Kerkmuziek Netwerk op waar zij tevens voorzitter van is. Daarnaast was zij lid Raad van Commissarissen bij de Rabobank in Amersfoort van 2008 tot 2020.

## Troost bij Luther en Bach
In 2020 promoveerde Lydia Vroegindeweij aan de Universiteit Utrecht, bij prof. Albert Clement, op Troost bij Luther en Bach. In haar breed opgezette onderzoek naar het thema troost in de theologie van Luther en de muziek van Bach is de verbindende schakel het kerklied. Luther schreef ongeveer veertig liederen waarin hij zijn troostende leer van de rechtvaardiging door het geloof voor gewone gelovigen verwoordde. In de jaargang koraalcantates, die Bach 200 jaar later maakte, greep hij vaak terug op Luther. Vroegindeweij plaatst deze cantates tegen de achtergrond van de vroegste ontwikkeling van de hymnologie in de achttiende eeuw, waarbij vooral de invloeden van Johann Christoph Olearius uit Arnstadt, Georg Heinrich Götze uit Lübeck en Johann Martin Schamel uit Naumburg worden besproken. Ook de verwantschap met de bijbeluitgave (en het commentaar) van Abraham Calov wordt behandeld. Het onderzoek spitste zich toe op acht koraalcantates, en de conclusie luidde "dat veel van de oorspronkelijke troostende argumenten uit Luthers leer en liederen zijn behouden in Bach koraalcantates."
Van de "onderzoeksreis" van Lydia Vroegindeweij verscheen een verslag in de vorm van een website. Het onderzoek vond zijn voortzetting in het project "L500B300": in het jubileumseizoen 2024/2025 wordt herdacht dat Luther 500 jaar geleden zijn liederen schreef, en dat in 1724/1725 Bach zijn jaargang koraalcantates componeerde. Het doel van het project was om de uitvoering van Bach's cantates te stimuleren en publiek te werven, hedendaagse componisten uit te dagen om de lijn voort te zetten, integratie tot stand te brengen met andere culturele domeinen en vooruit te kijken. Er werd een website opgetuigd, er werd voor 2024-2025 een cantate-kalender ontworpen, er verschenen nieuwsbrieven en Johan van der Linden componeerde, voor de studiedag VIERkamp in juli 2023, Als Troost! – Aus tiefer Not, op tekst van Vroegindeweij.

## Publicaties
- 2005: Ziekepoesverhalen
- 2010: Handboek Redactie
- 2019: Orgel in de klas / muziek – techniek – erfgoed
- Vroegindeweij, Lydia (2020). Troost bij Luther en Bach : Theologie, kerklied, cantate, Leusden. ISBN 978 90 830947 0 0.